# Blue Lock
Blue Lock (ブルーロック, Burūrokku) est un shōnen manga écrit par Muneyuki Kaneshiro et dessiné par Yusuke Nomura, prépublié dans le Weekly Shōnen Magazine depuis août 2018 et publié par l'éditeur Kōdansha en volumes reliés. La version française est publiée à partir de juin 2021 par l'éditeur Pika Édition.
Une adaptation en série télévisée d'animation réalisée par le studio 8-Bit est diffusée pour la première fois entre octobre 2022 et mars 2023. Une deuxième saison est diffusée entre octobre et décembre 2024. Un film d'animation adaptant le manga spin-off de même nom est sorti en 2024 : Blue Lock le film -Épisode Nagi-.

## Synopsis
Le manga commence avec l'élimination de la Coupe du monde 2018 du Japon, ce qui incite l'Union japonaise de football à lancer un programme de surveillance dans les écoles secondaires afin de sélectionner les joueurs qui vont s'entraîner et se préparer pour la Coupe du monde 2022. Le protagoniste Yoichi Isagi, un membre avancé de son équipe de lycée perd le match qui aurait pu qualifier son équipe pour la finale de Saitama, faute de pouvoir jouer dans les championnats nationaux. Alors qu'il croyait que tout était perdu, Yoichi reçoit une invitation à rejoindre le programme Blue Lock.

## Personnages
Yoichi Isagi (潔 世一, Isagi Yoichi)
Voix japonaise : Kazuki Ura (ja), voix française : Paul Bertin-Hugault,
Protagoniste du manga, c'est un lycéen en classe de terminale qui a joué au poste d'attaquant dans l'équipe de football du lycée d'Ichinan. Lors de son arrivée au Blue Lock, il était membre de l'équipe Z pendant la première sélection ; pendant la deuxième sélection, il faisait partie de l'équipe White (avec Nagi et Bachira au début puis avec Rin, Aryu, Tokimitsu et Bachira à la fin). Son objectif principal est de devenir le meilleur attaquant du monde. Il possède une capacité à analyser tout ce qui se passe sur le terrain et à cibler quels sont les meilleurs stratégies à adopter.
Meguru Bachira (蜂楽 廻, Bachira Meguru)
Voix japonaise : Tasuku Kaito (ja), voix française : Garlan Le Martelot,
Le Deutéragoniste du manga, C'est un attaquant créatif qui joue en suivant son instinct. Lorsqu'il est arrivé au Blue Lock, il était membre de l'équipe Z pendant la première sélection ; pendant la deuxième sélection, il faisait partie de l'équipe White (avec Nagi et Isagi), puis il a rejoint l'équipe Red (avec Rin, Aryu, Tokimitsu et plus tard Isagi). Son but est de trouver des rivaux possédant, tout comme lui, un "monstre". Avec ses dribbles imprévisibles, il devient peu à peu un élément redoutable.
Ryōsuke Kira (吉良涼介, Kira Ryōsuke)
Voix japonaise : Ken'ichi Suzumura , voix française : Julien Portugais
C'est un attaquant qui joue pour Matsukaze Kokuō. Il a également été invité au Blue Lock, puis a sympathisé avec Isagi, mais a été éliminé par ce dernier dès la première épreuve.
Rensuke Kunigami (國神 錬介, Kunigami Rensuke)
Voix japonaise : Yūki Ono, voix française : Romain Altché,
C'est un attaquant impétueux dont l'objectif est de devenir un super-héros du football. Lors de son arrivée au Blue Lock, il était membre de l'équipe Z pendant la première sélection. C'est un spécialiste des frappes longues avec son puissant tir gauche de 27 mètres.
Hyōma Chigiri (千切 豹馬, Chigiri Hyōma)
Voix japonaise : Soma Saito, voix française : Sébastien Baulain,
C'est un attaquant prodige. Doté d'une rapidité à couper le souffle, il souhaite devenir le meilleur attaquant du monde, tout comme ses rivaux. Malheureusement, peu avant de rejoindre le Blue Lock, il s'est blessé au genou, l'empêchant de se donner au maximum. En effet s'il se blessait de nouveau, il ne pourrait plus jamais jouer. Il arrive cependant à se surpasser et devient un joueur exceptionnel.
Shōei Barō (馬狼照英, Barō Shōei)
Voix japonaise : Junichi Suwabe, voix française : Simon Herlin,
C'est un membre de l'équipe X lors de sa première sélection à Blue Lock. Il est aussi reconnu pour son endurance physique et sa rapidité. Lors des rencontres on le surnomme le « Roi » du terrain.
Seishiro Nagi (凪 誠士郎, Nagi Seishirō)
Voix japonaise : Nobunaga Shimazaki, voix française : Pablo Cherrey-Iturralde,
C'est un membre du Blue Lock. Son objectif est de jouer au football et de continuer à trouver des adversaires de taille pour satisfaire sa curiosité et tester ses compétences toujours croissantes. Au lycée, Nagi était un étudiant solitaire. Il commence à jouer au football à la suite de sa rencontre avec son ami, Reo Mikage. Mais plus tard, il devra se séparer de lui pour rejoindre Isagi, qui était devenu son idole. Avec ses amortis, il deviendra un vrai monstre du football.
Rin Itoshi (糸師 凛, Itoshi Rin)
Voix japonaise : Koki Uchiyama, voix française : Baptiste Marc
L'antagoniste du manga, il est le frère cadet de Sae Itoshi et a commencé à jouer au football avec lui. Rin a joué en tant qu'attaquant dans toutes les équipes dans lesquelles il était, étant toujours l'un des meilleurs joueurs. Mais rester dans l'ombre de son frère ne lui suffit pas ; c'est pourquoi il fera tout pour le surpasser. Rin Itoshi atteint par la suite le flow, un état de concentration et de performance extrême, qui le propulse à un niveau supérieur en tant que joueur. Ce moment marquant survient lors du match contre l’équipe U20 du Japon, où Rin, après avoir surmonté plusieurs obstacles, commence à exécuter des actions avec une précision et une fluidité exceptionnelles. Grâce à cet état, il devient un atout encore plus redoutable, maîtrisant non seulement son propre jeu, mais aussi influençant celui des autres joueurs autour de lui.
Reo Mikage (御影玲王, Mikage Reo)
Voix japonaise :  Yuma Uchida (ja), voix française : Jonathan Gimbord,
C'est l'héritier de la Mikage Corporation, dont la fortune totale est estimée à 705,8 milliards de yens. Avant d'entrer à Blue Lock, il était étudiant dans un lycée d'élite, où il a rencontré son premier ami de longue date, Seishiro Nagi. Ainsi, il a commencé à jouer au football avec lui. Ayant tout pour lui, son seul et unique désir est de gagner la Coupe du monde de football.
Jingo Raichi (雷市 陣吾, Raichi Jingo)
Voix japonaise : Yoshitsugu Matsuoka, voix française : Lionel Cecilio
C'est un attaquant de football japonais. Lors de son arrivée au Blue Lock, Raichi était membre de l'équipe Z pendant la première sélection. C'est un mauvais joueurs et un beau parleur.
Gin Gagamaru (我牙丸 吟, Gagamaru Gin)
Voix japonaise : Shugo Nakamura, voix française : Thomas Debaene
C'est un joueur de football japonais évoluant au poste de gardien, après avoir été attaquant pendant la première sélection avec l'équipe Z. Lors du match décisif contre l'équipe U20 du Japon, Gin Gagamaru est sélectionné comme gardien de but. Ce choix surprenant s'avère crucial, car il réalise plusieurs arrêts importants qui permettent à l'équipe de rester compétitive face à leurs adversaires. Sa performance souligne sa polyvalence et son potentiel unique dans le programme Blue Lock.
Asahi Naruhaya (成早 朝日, Naruhaya Asahi)
Voix japonaise : Daishi Kajita, voix française : Florent Chako
C'est un attaquant japonais. Lors de son arrivée au Blue Lock, il était membre de l'équipe Z. D'un tempérament farceur, il passait son temps à embêter Gagamaru.
Wataru Kuon (久遠 渡, Kuon Wataru)
Voix japonaise : Masatomo Nakazawa (ja), voix française : Sébastien Minéo
C'est un joueur de football japonais évoluant au poste d'avant-centre. À son arrivée au Blue Lock, il était membre de l'équipe Z, dont il était le principal stratège.
Okuhito Iemon (伊右衛門 送人, Iemon Okuhito)
Voix japonaise : Ryūnosuke Watanuki (ja), voix française : Tom Boutry
C'est un attaquant japonais. Lors de son arrivée à Blue Lock, il était membre de l'équipe Z et jouait en tant que gardien de but.
Aryu Jyubei (アリュ 樹米, Jyubei Aryu)
Voix japonaise :  Katsuyuki Konishi, voix française : Arnaud Laurent
C'est un joueur de football japonais évoluant au poste d'attaquant. À sa rencontre à la deuxième sélection, il était dans l'équipe de Rin Itoshi. Il était classé deuxième et il était connu pour son « style » dans sa manière de jouer.
Shidou Ryusei (指導 流星, Ryusei Shidou)
Voix japonaise : Yuichi Nakamura, voix française : Arthur Pestel
C'est un attaquant japonais. Égoïste mais talentueux, il est très violent et est le rival de Rin Itoshi. Malgré son tempérament explosif, Shidou Ryusei n'est pas sélectionné pour le match contre l'U20 du Japon avec l'équipe Blue Lock. Cependant, Sae Itoshi, impressionné par son potentiel offensif, décide de le recruter pour intégrer la future équipe nationale du Japon. Lors de matchs ultérieurs, Shidou marque deux buts spectaculaires : le Dragon Drive, une frappe acrobatique fulgurante, et le Big Bang Drive, une retournée impressionnante, réalisée avec la même élégance et puissance qu'un tir à la Zlatan.

## Manga

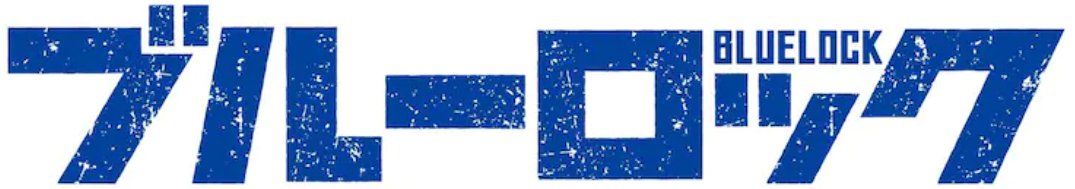
Logo original du manga

Le premier chapitre de Blue Lock est publié le 1er août 2018 dans le magazine Weekly Shonen Magazine. La série est éditée sous forme de tankōbon par Kōdansha et compte 35 volumes le 12 août 2025. La version française est publiée par Pika Edition depuis le 2 juin 2021.
Un manga spin-off centré sur le personnage de Seishiro Nagi, intitulé Blue Lock: Episode Nagi, est publié dans le magazine mensuel Bessatsu Shōnen Magazine de l'éditeur Kōdansha du 9 juin 2022 au 9 juillet 2025. Il est écrit et dessiné par Kōta Sannomiya. La série compte un total de 8 volumes,. La version française est publiée également par Pika Edition depuis le 5 avril 2023.

### Liste des volumes

#### Blue Lock
| no | Japonais          | Japonais                                                               | Français         | Français                                                                 |
| no | Date de sortie    | ISBN                                                                   | Date de sortie   | ISBN                                                                     |
| --- | ----------------- | ---------------------------------------------------------------------- | ---------------- | ------------------------------------------------------------------------ |
| 1 | 16 novembre 2018  | 978-4-06-513400-9                                                      | 2 juin 2021      | 978-2-8116-5025-4                                                        |
| Liste des chapitres : - Chapitre 1 : Le rêve d'une vie (夢, Yume) - Chapitre 2 : L'entrée au centre de formation (入寮, Nyūryō) - Chapitre 3 : La bête (かいぶつ, Kaibutsu) - Chapitre 4 : Le moment ou jamais (今こそ, Ima Koso) |                   |                                                                        |                  |                                                                          |
| 2 | 17 janvier 2019   | 978-4-06-514121-2                                                      | 2 juin 2021      | 978-2-8116-6127-4                                                        |
| Liste des chapitres : - Chapitre 5 : Un football réinitialisé (サッカーの0, Sakkā no 0) - Chapitre 6 : « 1 » comme « Individualité » (1 ＝ 個性, 1 ＝ kosei) - Chapitre 7 : Droit au but ! (ゴール前で逢おう, Gōru Mae de Aō) - Chapitre 8 : Le message (啓示（メッセージ）, Keiji （ messēji ）) - Chapitre 9 : Le super-héros (スーパーヒーロー, Sūpā hīrō) - Chapitre 10 : La stratégie « A mon tour de jouer numéro 9 » (次俺9作戦, Tsugi Ore 9 Sakusen) - Chapitre 11 : Pressentiment et intuition (予感と直感, Yokan to Chokkan) - Chapitre 12 : Le signal (合図, Aizu) - Chapitre 13 : La renaissance (生まれ変わるのは, Umarekawaru no Wa) |                   |                                                                        |                  |                                                                          |
| 3 | 15 mars 2019      | 978-4-06-514447-3                                                      | 18 août 2021     | 978-2-8116-6128-1                                                        |
| Liste des chapitres : - Chapitre 14 : Détermination (覚悟, Kakugo) - Chapitre 15 : La Spirale (螺旋, Rasen) - Chapitre 16 : Il suffit d'un but (一撃, Ichigeki) - Chapitre 17 : Désolé (ごめん, Gomen) - Chapitre 18 : Merci pour tout ! (おつかれ) - Chapitre 19 : Un Handicap Accablant (圧倒的不利, Attōteki Furi) - Chapitre 20 : Ebullition (滾り, Tagiri) - Chapitre 21 : Laisse-les tous sur place ! (ブチ抜け！, Buchi Nuke！) - Chapitre 22 : Jusqu'à la dernière braise (この熱が尽きるまで, Kono Netsu ga Tsukiru Made) |                   |                                                                        |                  |                                                                          |
| 4 | 17 juin 2019      | 978-4-06-515450-2                                                      | 13 octobre 2021  | 978-2-8116-6129-8                                                        |
| Liste des chapitres : - Chapitre 23 : La rencontre du destin (出逢うまでは, Deau Made Wa) - Chapitre 24 : L'équation du but (成功の方程式, Seikō no Hōteishiki) - Chapitre 25 : Une règle mécanique (法則, Hōsoku) - Chapitre 26 : Le dernier match (LAST GAME, LAST GAME) - Chapitre 27 : Tous, sauf un (ただひとり, Tada Hitori) - Chapitre 28 : La super technique (スーパースペシャル, Sūpā Supesharu) - Chapitre 29 : Des progrès foufroyants (進化の一閃, Shinka no Issen) - Chapitre 30 : Effervescence extrême (極限の熱狂, Kyokugen no Nekkyō) - Chapitre 31 : L'éveil (覚醒, Kakusei) |                   |                                                                        |                  |                                                                          |
| 5 | 16 août 2019      | 978-4-06-516336-8                                                      | 24 novembre 2021 | 978-2-8116-6130-4                                                        |
| Liste des chapitres : - Chapitre 32 : Le Déclic (衝動, Shōdō) - Chapitre 33 : La Déferlante D'Attaques (波状攻撃, Hajō Kōgeki) - Chapitre 34 : Le Statu Quo (このままで, Kono Mama de) - Chapitre 35 : La dernière chance (ラストチャンス, Rasuto Chansu) - Chapitre 36 : L'endroit rêvé (いまここにある, Ima Koko ni Aru) - Chapitre 37 : L'ultime pièce du Puzzle (最後の欠片, Saigo no Kakera) - Chapitre 38 : La soif de Victoire (もっと, Motto) - Chapitre 39 : La faim du Ballon (飢餓, Kiga) - Chapitre 40 : La deuxième sélection (二次選考, Ni ji Senkō) |                   |                                                                        |                  |                                                                          |
| 6 | 17 octobre 2019   | 978-4-06-517167-7                                                      | 2 février 2022   | 978-2-8116-6711-5                                                        |
| Liste des chapitres : - Chapitre 41 : Le Blue Lock Man (BLUE LOCK MAN, BLUE LOCK MAN) - Chapitre 42 : Un changement radical (一変, Ippen) - Chapitre 43 : Trios d'attaquants (3人1組, 3 Nin 1 Kumi) - Chapitre 44 : Le tournoi des rivaux (奪敵決戦, Datsu Teki Kessen) - Chapitre 45 : Un combat à mort (殺し合い, Koroshiai) - Chapitre 46 : Le Top 3 (TOP3, TOP3) - Chapitre 47 : Alchimie (化学反応, Kagaku Hannō) - Chapitre 48 : Une magnifique frappe enroulée (その放物線の美しさに, Sono Hōbutsusen no Utsukushi sa ni) - Chapitre 49 : Au-delà de la séparation (別離の後先, Betsuri no Atosaki) |                   |                                                                        |                  |                                                                          |
| 7 | 17 janvier 2020   | 978-4-06-517887-4                                                      | 6 avril 2022     | 978-2-8116-6875-4                                                        |
| Liste des chapitres : - Chapitre 50 : Match officialisé (試合 成立, Shiai Seiritsu) - Chapitre 51 : Le créateur (創造主, Sōzōnushi) - Chapitre 52 : Génies et joueurs ordinaires (天才と凡才, Tensai to Bonsai) - Chapitre 53 : L'angle mort (死角, Shikaku) - Chapitre 54 : Assimilation (喰, Kueru) - Chapitre 55 : Un rêve irréalisable (叶わない夢, Kanawanai Yume) - Chapitre 56 : La preuve d'une carrière mise en jeu (人生を懸けた証明, Jinsei o Kaketa Shōmei) - Chapitre 57 : Les retrouvailles (邂逅, Kaikō) - Chapitre 58 : Coup d'envoi d'un match décisif (決戦の火蓋, Kessen no Hibuta) |                   |                                                                        |                  |                                                                          |
| 8 | 17 mars 2020      | 978-4-06-518559-9                                                      | 8 juin 2022      | 978-2-8116-6912-6 (édition standard) 978-2-8116-7211-9 (édition limitée) |
| Extra: En France, l'édition limitée de ce volume est comprise avec une jaquette réversible ainsi que 11 cartes postales exclusives à la France à l'effigie des 10 joueurs les plus emblématiques de la série et à Ego,.Liste des chapitres : - Chapitre 59 : Triple fusion (三者融合, Sansha Yūgō) - Chapitre 60 : Vision du terrain (戦場視界, Senjō Shikai) - Chapitre 61 : Mise à profit (生かす, Ikasu) - Chapitre 62 : Boulet (ヘタクソ, Hetakuso) - Chapitre 63 : Un égo submergé (埋もれる人間, Uzumoreru Ningen) - Chapitre 64 : L'acteur principal (主役の座, Shuyaku no Za) - Chapitre 65 : Coup du sort (運命の悪戯, Unmei no Itazura) - Chapitre 66 : Au carrefour de la défaite (敗北者の岐路, Haibokusha no Kiro) - Chapitre 67 : La faculté du désespoir (絶望の才能, Zetsubō no Sainō) |                   |                                                                        |                  |                                                                          |
| 9 | 15 mai 2020       | 978-4-06-518854-5                                                      | 24 août 2022     | 978-2-8116-6914-0                                                        |
| Liste des chapitres : - Chapitre 68 : Promesse (約束, Yakusoku) - Chapitre 69 : Chaos (大混沌, Dai Konton) - Chapitre 70 : DANCING BOY (DANCING BOY, DANCING BOY) - Chapitre 71 : Ami (ともだち, Tomodachi) - Chapitre 72 : MATCH UP !! (MATCH UP!!, MATCH UP!!) - Chapitre 73 : Enchaînements (超連動, Chō Rendō) - Chapitre 74 : Monstre (異次元選手, I Jigen Senshu) - Chapitre 75 : Danse endiablé (乱舞, Ranbu) - Chapitre 76 : Je ne peux plus revenir (もう戻れない, Mō Modorenai) |                   |                                                                        |                  |                                                                          |
| 10 | 17 août 2020      | 978-4-06-520360-6                                                      | 12 octobre 2022  | 978-2-8116-7130-3                                                        |
| Liste des chapitres : - Chapitre 77 : Pour de bon (本気, Honki) - Chapitre 78 : Un élément hétérogène (イレギュラー, Iregyurā) - Chapitre 79 : Exclu (俺がいない, Ore ga Inai) - Chapitre 80 : Une endurance illimitée (無限界, Mu Genkai) - Chapitre 81 : L'ultime geste (最終行動, Saishū Kōdō) - Chapitre 82 : Plus besoin de toi (いらない, Iranai) - Chapitre 83 : La voix (声, Koe) - Chapitre 84 : Retour aux sources (初期衝動, Shoki Shōdō) - Chapitre 85 : 8 secondes avant (8秒前, 8秒前) |                   |                                                                        |                  |                                                                          |
| 11 | 16 octobre 2020   | 978-4-06-521018-5                                                      | 7 décembre 2022  | 978-2-8116-7131-0                                                        |
| Liste des chapitres : - Chapitre 86 : Fierté (誇り, Hokori) - Chapitre 87 : Chance (LUCK, LUCK) - Chapitre 88 : La sélection mondiale (世界選抜, Sekai Senbatsu) - Chapitre 89 : Le démon (悪魔, Akuma) - Chapitre 90 : La Troisième sélection (三次選考, Sanji Senkō) - Chapitre 91 : Vitesse divine (神速, Shinsoku) - Chapitre 92 : Au plus près (一番近くで, Ichiban Chikaku de) - Chapitre 93 : Rassemblement (集結, Shūketsu) - Chapitre 94 : Le moment est venu (時は来たり, Tokihakitari) |                   |                                                                        |                  |                                                                          |
| 12 | 17 décembre 2020  | 978-4-06-521638-5                                                      | 1er février 2023 | 978-2-8116-7717-6                                                        |
| Liste des chapitres : - Chapitre 95 : Le test d'aptitude (適性試験, Tekisei shiken) - Chapitre 96 : La voie choisie (選んだ道, Eranda Michi) - Chapitre 97 : Le dernier ticket (最終切符, Saishū kippu) - Chapitre 98 : Un individu sans scrupule (曲者, Kusemono) - Chapitre 99 : L'assassin et le ninja (殺し屋と忍者, Koroshi-ya to ninja) - Chapitre 100 : Jeu optimal × Action ultime=Fiasco (Saiteki × Saikō = Saiaku) - Chapitre 101 : Une nouvelle forme de corrélation (新しい関係性, Atarashī Kankei-sei) - Chapitre 102 : Un univers à ressentir (感じる世界, Kanjiru Sekai) - Chapitre 103 : Expérience multisensorielle (全感覚体験, Zen Kankaku Taiken) |                   |                                                                        |                  |                                                                          |
| 13 | 17 mars 2021      | 978-4-06-522073-3                                                      | 5 avril 2023     | 978-2-8116-7718-3                                                        |
| Liste des chapitres : - Chapitre 104 : Hyper-instinct (夢中, Muchū) - Chapitre 105 : 5 & 6 (5 X 6, 5 X 6) - Chapitre 106 : Le caméléon (カメレオン, Kamereon) - Chapitre 107 : Fin de l'intégralité des matchs (全試合終了, Zen shiai shūryō) - Chapitre 108 : Les onze sélectionnés (11傑, 11 Jie) - Chapitre 109 : Le corps de bataille (戦闘集団, Sentō shūdan) - Chapitre 110 : Les nouvelles recrues (新参者, Shinsanmono) - Chapitre 111 : La zone (FLOW, FLOW) - Chapitre 112 : La cour des grands (大舞台, Daibutai) |                   |                                                                        |                  |                                                                          |
| 14 | 17 mai 2021       | 978-4-06-523148-7                                                      | 7 juin 2023      | 978-2-8116-7731-2                                                        |
| Liste des chapitres : - Chapitre 113 : Le gendarme et le voleur (泥棒と警察, Dorobō to keisatsu) - Chapitre 114 : Le quatuor (カルテット, Karutetto) - Chapitre 115 : Sae Itoshi (糸師 冴, Sae Itoshi) - Chapitre 116 : Le revanchard (復讐者, Fukushū-sha) - Chapitre 117 : Enchanté (はじめまして, Hajimemashite) - Chapitre 118 : Une relation tordue (歪, Hizumi) - Chapitre 119 : La troisième flèche (第三の矢, Dai san no ya) - Chapitre 120 : Le gène azur (青の遺伝子, Ao no idenshi) - Chapitre 121 : La 1re période (フフーストハーフ, 1st Half) |                   |                                                                        |                  |                                                                          |
| 15 | 17 août 2021      | 978-4-06-524479-1                                                      | 23 août 2023     | 978-2-8116-7994-1                                                        |
| Liste des chapitres : - Chapitre 122 : Têtes d'affiche (ヘッドライナー, Heddorainā) - Chapitre 123 : Numéro un mondial (世界一, Sekaiichi) - Chapitre 124 : Neige nocturne (夜の雪, Yoru no yuki) - Chapitre 125 : En bouillie (ぐちゃぐちゃ, Guchagucha) - Chapitre 126 : La seconde période (2nd HALF) - Chapitre 127 : Le Dragon Drive (ドラゴン・ドライヴ, Doragon doraivu) - Chapitre 128 : Un double changement théâtral (交代劇, Kōtai geki) - Chapitre 129 : Sang-froid et mimétisme (冷徹と変幻, Reitetsu to hengen) - Chapitre 130 : Le monde ignore encore qui je suis (世界はまだ俺を知らない, Sekai wa mada ore o shiranai) - Chapitre 131 : Ce que vous nous avez inculqué (教えた感情, Oshieta Koto)                                                                                    |                   |                                                                        |                  |                                                                          |
| 16 | 15 octobre 2021   | 978-4-06-525141-6                                                      | 4 octobre 2023   | 978-2-8116-7995-8                                                        |
| Liste des chapitres : - Chapitre 132 : Un roi tyrannique (独裁の王, Dokusai no ō) - Chapitre 133 : Concentration extrême (極限集中, Kyokugen Shūchū) - Chapitre 134 : Éclosion (花, Hana) - Chapitre 135 : Le Shachihoko (鯱, Shachihoko) - Chapitre 136 : Compilation (集大成, Shūtaisei) - Chapitre 137 : Plus qu'un pas (最後の一歩, Saigo no ippo) - Chapitre 138 : Deux corps, un seul esprit (一心同体, Isshindōtai) - Chapitre 139 : Synchronisation (シンクロ, Shinkuro) - Chapitre 140 : Quintessence (真髄, Shinzui) |                   |                                                                        |                  |                                                                          |
| 17 | 17 décembre 2021  | 978-4-06-526286-3                                                      | 29 novembre 2023 | 978-2-8116-7996-5                                                        |
| Liste des chapitres : - Chapitre 141 : Transe bestiale (怪物夢中, Kaibutsu Muchū) - Chapitre 142 : Standard mondial (世界標準, Sekai Hyōjun) - Chapitre 143 : Jamais seul (ひとりじゃない, Hitori Janai) - Chapitre 144 : Une sale manie (性癖, Seiheki) - Chapitre 145 : Born Slippy - Chapitre 146 : Duel final (FINAL MATCH UP) - Chapitre 147 : L'ultime offensive (終撃, Syūgeki) - Chapitre 148 : La déclaration (宣言, Sengen) - Chapitre 149 : Projet accompli (計画完遂, Keikaku Kansui) |                   |                                                                        |                  |                                                                          |
| 18 | 17 mars 2022      | 978-4-06-527288-6                                                      | 7 février 2024   | 978-2-8116-8588-1                                                        |
| Liste des chapitres : - Chapitre 150 : Un repos bien mérité (休暇, Kyūka) - Chapitre 151 : Un monde transformé (変わる世界, Kawaru sekai) - Chapitre 152 : La reprise (再始動, Saishidō) - Chapitre 153 : Environnement (環境, Kankyō) - Chapitre 154 : Le maître-instructeur (指導者, Shidōsha) - Chapitre 155 : La ligue des néo-individualistes (新英雄大戦, Shin eiyū taisen) - Chapitre 156 : BASTARD - Chapitre 157 : Kaiser (カイザー, Kaiser) - Chapitre 158 : Chaque instant (全ての瞬間(とき)を, Subete no shunkan toki o) |                   |                                                                        |                  |                                                                          |
| 19 | 17 mai 2022       | 978-4-06-527913-7                                                      | 10 avril 2024    | 978-2-8116-8752-6                                                        |
| Liste des chapitres : - Chapitre 159 : La voie de la suprématie (覇道, Hadō) - Chapitre 160 : La ginga & la bête (ジンガ×モンスター, Jin gakakeru monsuta) - Chapitre 161 : Le tir de l'abeille (蜂撃(ビーショット), Hachi geki (Bīshotto)) - Chapitre 162 : L'impact Kaiser (カイザーインパクト, Kaizā Inpakuto) - Chapitre 163 : Le buteur personnifié (体現者, Taigen-sha) - Chapitre 164 : Le papillon (蝶(バタフライ), Batafurai) - Chapitre 165 : Le don divin (神に与えられし, Kami ni atae rareshi) - Chapitre 166 : Le réceptacle (器, Utsuwa) - Chapitre 167 : Cross Flow |                   |                                                                        |                  |                                                                          |
| 20 | 15 juillet 2022   | 978-4-06-528501-5                                                      | 12 juin 2024     | 978-2-8116-8754-0                                                        |
| Liste des chapitres : - Chapitre 168 : Toute l'etendue d'un projet (全貌, Zenbō) - Chapitre 169 : Super-divertissement (超常娯楽, Chōjō goraku) - Chapitre 170 : Révolution physique (肉体革命, Nikutai Kakumei) - Chapitre 171 : Après le match (After the Game) - Chapitre 172 : Mourir pour son rêve (心中, Shinjū) - Chapitre 173 : Face au club anglais (vs.ENGLAND) - Chapitre 174 : Tir d'ouverture (オープニング・シュート, Ōpuningu shūto) - Chapitre 175 : Idéal et réalité (理想と現実, Risō to genjitsu) - Chapitre 176 : 44 (44 (Fōtifō)) |                   |                                                                        |                  |                                                                          |
| 21 | 17 octobre 2022   | 978-4-06-529489-5                                                      | 28 août 2024     | 978-2-8116-8756-4                                                        |
| Liste des chapitres : - Chapitre 177 : La ligne directe interplanétaire (惑星ホットライン, Wakusei hottorain) - Chapitre 178 : Droit devant ! (前向いていきまっしょい, Mae muite iki masshoi) - Chapitre 179 : Joueur en voie de développement (発展途上中, Hatsutentojō-chū) - Chapitre 180 : Le poussin (ヒヨッコ, Hiyokko) - Chapitre 181 : Un véritable fragment de big bang (限界突破欠片(ビッグバン・ピース), Genkai toppa kakera (Bigguban pīsu)) - Chapitre 182 : La méta-vision (超越視界(メタ・ビジョン), Chōetsu shikai (meta bijon)) - Chapitre 183 : Un panorama inédit (景色, Keshiki) - Chapitre 184 : La meilleure pièce du puzzle pour marquer (最適得点欠片, Besuto gōru pīsu) - Chapitre 185 : La renaissance (新生, Shinsei)                                                       |                   |                                                                        |                  |                                                                          |
| 22 | 16 décembre 2022  | 978-4-06-529987-6                                                      | 16 octobre 2024  | 978-2-8116-8758-8(édition standard) 978-2-8116-9461-6(édition limitée)   |
| Liste des chapitres : - Chapitre 186 : Le karma (業, Karuma) - Chapitre 187 : La croisée des chemins (CROSS ROAD) - Chapitre 188 : Le tourbillon (渦, Uzu) - Chapitre 189 : "Yess, boss" (YES BOSS) - Chapitre 190 : Renversement céleste (回天, Kaiten) - Chapitre 191 : Bientôt sur vos écrans! (COMING SOON) - Chapitre 192 : Agitation (動乱, Dōran) - Chapitre 193 : Montrer les crocs (牙, Kiba) - Chapitre 194 : Numéro deux mondial (世界2位, Nanbā Tsū) |                   |                                                                        |                  |                                                                          |
| 23 | 16 mars 2023      | 978-4-06-530927-8                                                      | 20 novembre 2024 | 978-2-8116-8760-1 (édition standard) 978-2-8116-9899-7 (édition limitée) |
| Liste des chapitres : - Chapitre 195 : L'épreuve divine (神の試練, Kami no Shiren) - Chapitre 196 : Une infinité d'histoires (物語, Monogatari) - Chapitre 197 : L'effet protagoniste (主人公感, Shujinkō-kan) - Chapitre 198 : Zero point (0点, 0-Ten) - Chapitre 199 : Qu'est-ce que tu vois? (何が視える, Nani ga Mieru) - Chapitre 200 : Pas besoin de "prochaine fois"! (次なんかいらない, Tsugi Nanka Iranai) - Chapitre 201 : Sans que personne n'y prête attention (誰にも見つけられずに, Darenimo Mitsuke Rarezu ni) - Chapitre 202 : Un cœur vaillant comme une épée (HEART OF SWORD) - Chapitre 203 : A court de jus (オーバーヒート, Ōbāhīto) |                   |                                                                        |                  |                                                                          |
| 24 | 17 mai 2023       | 978-4-06-531566-8                                                      | 4 décembre 2024  | 978-2-8116-9389-3                                                        |
| Liste des chapitres : - Chapitre 204 : Frères d'armes (戦友, Senyū) - Chapitre 205 : L'homme du match (MOM(マン・オブ・ザ・マッチ), Momu (Man Obu za Matchi)) - Chapitre 206 : Attentes narcissiques (期待, Kitai) - Chapitre 207 : Les deux tandems (ツーペア, Tsū Pea) - Chapitre 208 : Efficace à 100% (100％) - Chapitre 209 : Le match contre la Ubers (VS.ユーヴァース, VS. Yūvāsu) - Chapitre 210 : Le dévoreur de vedettes (主役喰い(エース・イーター), Shuyaku kui (Ēsu Ītā)) - Chapitre 211 : Le zombie (ゾンビ, Zonbi) - Chapitre 212 : Le facteur inconnu (UNKNOWN) |                   |                                                                        |                  |                                                                          |
| 25 | 14 juillet 2023   | 978-4-06-532183-6(édition standard) 978-4-06-532182-9(édition limitée) | 5 février 2025   | 978-2-8116-9653-5                                                        |
| Liste des chapitres : - Chapitre 213 : Le quatuor individualiste (E・4(エゴイスティック・フォー), E4 (Egoisutikku Fō)) - Chapitre 214 : Au boulot! (仕事, Shigoto) - Chapitre 215 : Le successeur (後継者, Kōkeisha) - Chapitre 216 : Élimination furtive (隠密殺撃, Komo Missatsu Geki (Suterusu Kiru)) - Chapitre 217 : L'œil du prédateur (捕食者視界, Hoshokusha Shikai (Puredetā Ai)) - Chapitre 218 : Le facteur décisif (変革者, Henkakusha (Gēmu Chenjā)) - Chapitre 219 : Dynamique en chaîne (超連鎖活動, Chō Rensa Katsudō (Dainamizumu)) - Chapitre 220 : Jeu de bascule (シーソーゲーム, Shīsō Gēmu) - Chapitre 221 : Prenez-moi avec vous (連れてって, Tsuretette) |                   |                                                                        |                  |                                                                          |
| 26 | 14 septembre 2023 | 978-4-06-532844-6(édition standard) 978-4-06-532839-2(édition limitée) | 2 avril 2025     | 978-2-81-169655-9                                                        |
| Liste des chapitres : - Chapitre 222 : Design stratégique (設計, Dezain) - Chapitre 223 : Es-tu prêt à crever? (死ねるか, Shineru ka) - Chapitre 224 : Un boulot facile (簡単, Kantan na Oshigoto) - Chapitre 225 : Bataille de Raid (レイドバトル, Reido Batoru) - Chapitre 226 : Demande de démission (退職願, Taishokunegai) - Chapitre 227 : Un avenir placé sur la balance (未来への天秤, Mirai e no Tenbin) - Chapitre 228 : Le sale gosse (悪童, Kusogaki) - Chapitre 229 : Outsider (UNDERDOG, Andādoggu) - Chapitre 230 : Partenaire (同志, Badi) |                   |                                                                        |                  |                                                                          |
| 27 | 15 décembre 2023  | 978-4-06-533904-6 978-4-06-533940-4(édition limitée)                   | 4 juin 2025      | 978-2-81-169673-3 (édition standard) 979-1-04-330220-6 (édition limitée) |
| Liste des chapitres : - Chapitre 231 : Dive to Blue (DIVE TO BLUE) - Chapitre 232 : Évolution explosive (爆発多様進化, Hai Eboriyūshon) - Chapitre 233 : La clé (鍵, Kagi) - Chapitre 234 : Le metteur en scène (演出家, Enshutsuka) - Chapitre 235 : Raison d'être (生まれてきた意味, Umarete Kita Imi) - Chapitre 236 : Adieu (サヨナラ, Sayonara) - Chapitre 237 : Le centre du monde (世界の中心, Sekai no Chūshin) - Chapitre 238 : Les rêveurs (DREAMERS, Dorīmāsu) - Chapitre 239 : Création (創生, Sōsei) |                   |                                                                        |                  |                                                                          |
| 28 | 15 mars 2024      | 978-4-06-534561-0(édition standard) 978-4-06-534560-3(édition limitée) | 20 août 2025     | 978-2-81-169675-7                                                        |
| Liste des chapitres : - Chapitre 240 : トリプルジャップアップ (Toripuru Jappu Appu) - Chapitre 241 : たくあんと納豆 (Takuan to Nattō) - Chapitre 242 : 魔法使いと青い薔薇(前編) (Mahōtsukai to Aoi ki Zenmai (Zenpen)) - Chapitre 243 : 魔法使いと青い薔薇(後編) (Mahōtsukai to Aoi ki Zenmai (Kōhen)) - Chapitre 244 : PXG - Chapitre 245 : いっべん死しんでこい (Ibben Shinde Koi) - Chapitre 246 : 変則·変態 (Hensoku Hentai) - Chapitre 247 : 自己独創性 (Orijinariti) - Chapitre 248 : ファイナル·ファイト (Fainaru Faito) |                   |                                                                        |                  |                                                                          |
| 29 | 16 mai 2024       | 978-4-06-535506-0 978-4-06-534560-3(édition limitée)                   | 8 octobre 2025   | 978-2-81-169677-1 (édition standard) 979-1-04-330381-4 (édition limitée) |
| Liste des chapitres : - Chapitre 249 : The Beginning - Chapitre 250 : 未知との攻防 (Michi to no Kōbō) - Chapitre 251 : 特等席 (Tokutō Seki) - Chapitre 252 : 最高表現 (Besuto Pafōmansu) - Chapitre 253 : 魔境 (Makyō) - Chapitre 254 : 自分型·世界型 (Jibungata Sekaigata) - Chapitre 255 : まだ燃えてる (Mada Moeteru) - Chapitre 256 : 裏の裏の裏 (Ura no Ura no Ura) - Chapitre 257 : Two-Gun |                   |                                                                        |                  |                                                                          |
| 30 | 16 août 2024      | 978-4-06-536520-5 978-4-06-536525-0(édition limitée)                   | 3 décembre 2025  | 979-1-04-330332-6                                                        |
| Liste des chapitres : - Chapitre 258 : 合体・発明・新兵器 (Gattai Hatsumei Shin Heiki) - Chapitre 259 : 不可能挑戦 (Fukanō Chōsen) - Chapitre 260 : クソ物 (Butsu) - Chapitre 261 : 悪意 (Akui) - Chapitre 262 : ZERO - Chapitre 263 : 境界線 (Bōdārain) - Chapitre 264 : 死死死生 (Deddo Deddo Deddo oa Araibu) - Chapitre 265 : 不自由の彼方 (Fujiyū no Kanata) - Chapitre 266 : SUPER STAR |                   |                                                                        |                  |                                                                          |
| 31 | 17 octobre 2024   | 978-4-06-537047-6 978-4-06-537046-9(édition limitée)                   |                  |                                                                          |
| Liste des chapitres : - Chapitre 267 : 黄金切符 (Gōruden Chiketto) - Chapitre 268 : 重圧 (Jūatsu) - Chapitre 269 : だけじゃない (Dake Janai) - Chapitre 270 : BREAK - Chapitre 271 : ライフ・イズ・ビューティフル (Raifu Izu Byūtifuru) - Chapitre 272 : ジャンケン (Janken) - Chapitre 273 : 破壊獣 (Hakai jū) - Chapitre 274 : 宿敵失格 (Raibaru Shikkaku) - Chapitre 275 : CRASHOOT！ - Chapitre 276 : THE LAST |                   |                                                                        |                  |                                                                          |
| 32 | 17 décembre 2024  | 978-4-06-537769-7 978-4-06-537763-5(édition limitée)                   |                  |                                                                          |
| Liste des chapitres : - Chapitre 277 : 天才と秀才 (Tensai to Shūsai) - Chapitre 278 : 〇△□ (Maru-san Kaku Shikaku) - Chapitre 279 : フットボールジャンキーズ (Futtobōru Jankīzu) - Chapitre 280 : 秀才の壁 (Shūsai no Kabe) - Chapitre 281 : 進化の方程式 (Shinka no Hōteishiki) - Chapitre 282 : NEED YOU - Chapitre 283 : 壊攻死守 (Kaikō Shishu) - Chapitre 284 : 魂 (Tamashī) - Chapitre 285 : 契約 (Keiyaku) |                   |                                                                        |                  |                                                                          |
| 33 | 17 mars 2025      | 978-4-06-538708-5 978-4-06-538709-2(édition limitée)                   |                  |                                                                          |
| Liste des chapitres : - Chapitre 286 : 新時代 (Shin Jidai) - Chapitre 287 : お前がいたから (Omaega Itakara) - Chapitre 288 : デスゲーム (Desu Gēmu) - Chapitre 289 : ブタ (Buta) - Chapitre 290 : BLUE BAD BOY - Chapitre 291 : FASTEST - Chapitre 292 : 悪運 (Akūn) - Chapitre 293 : 新英雄誕生 (Shin Eiyū Tanjō) - Chapitre 294 : CHAMPION |                   |                                                                        |                  |                                                                          |
| 34 | 17 juin 2025      | 978-4-06-539759-6 978-4-06-539756-5(édition limitée)                   |                  |                                                                          |
| Liste des chapitres : - Chapitre 295 : No.1 - Chapitre 296 : 脳汁体験 (Nōju Taiken) - Chapitre 297 : To the Future - Chapitre 298 : ヒトリ・フタリ (Hitori Futari) - Chapitre 299 : BLUE TEARS - Chapitre 300 : イノセント (Inosento) - Chapitre 301 : パレード (Parēdo) - Chapitre 302 : もういい (Mō ī) - Chapitre 303 : BLUE LOCK-JAPAN |                   |                                                                        |                  |                                                                          |
| 35 | 12 août 2025      | 978-4-06-540365-5 978-4-06-540367-9(édition limitée)                   |                  |                                                                          |
| Liste des chapitres : - Chapitre 304 : 夢の恩人 (Yume no Onjin) - Chapitre 305 : ×23 - Chapitre 306 : HELLO - Chapitre 307 : バニー (Banī) - Chapitre 308 : プライドチキン (Puraido Chikin) - Chapitre 309 : 再逢 (Saikai) - Chapitre 310 : やめちまえ (Yame Chimae) - Chapitre 311 : SIDE-B - Chapitre 312 : U-20 WORLD CUP |                   |                                                                        |                  |                                                                          |
| — |                   |                                                                        |                  |                                                                          |
| Liste des chapitres : - Chapitre 313 : 開幕戦士 (Kaimaku Senshi) - Chapitre 314 : 核 （前編） (Kaku (Zenpen)) |                   |                                                                        |                  |                                                                          |

#### Blue Lock: Episode Nagi
| no | Japonais          | Japonais          | Français        | Français          |
| no | Date de sortie    | ISBN              | Date de sortie  | ISBN              |
| --- | ----------------- | ----------------- | --------------- | ----------------- |
| 1 | 17 octobre 2022   | 978-4-06-528981-5 | 5 avril 2023    | 978-2-8116-7980-4 |
| Liste des chapitres : - Chapitre 1 : Qu'est-ce qu'un génie ? (天才とは, Tensai to wa) - Chapitre 2 : La promesse (約束, Yakusoku) - Chapitre 3 : L'abruti (バカ, Baka) - Chapitre 4 : The Game |                   |                   |                 |                   |
| 2 | 16 mars 2023      | 978-4-06-530930-8 | 4 octobre 2023  | 978-2-8116-8233-0 |
| Liste des chapitres : - Chapitre 5 : Le match contre l'équipe Y (vs.TEAM Y) - Chapitre 6 : L'empereur, l'abruti et le blasé (帝王とバカと面倒臭がり屋と, Teiō to baka to mendōkusa gari-ya to) - Chapitre 7 : V (ブイ, Bui) - Chapitre 8 : J'suis pas un esclave (奴隷じゃないし, Dorei janaishi) - Chapitre 9 : L'observateur (観測者, Kansoku-sha) |                   |                   |                 |                   |
| 3 | 14 septembre 2023 | 978-4-06-532843-9 | 10 avril 2024   | 978-2-8116-9046-5 |
| Liste des chapitres : - Chapitre 10 : Bourgeonnement (めばえ, Mebae) - Chapitre 11 : Lumière (光 前編, Kō zenpen) - Chapitre 12 : Anomalie (変, Hen) - Chapitre 13 : J'aurais préféré ne jamais savoir (こんなにも, Konna ni mo) - Chapitre 14 : Loyauté (一途, Ichizu)                                                                              |                   |                   |                 |                   |
| 4 | 17 avril 2024     | 978-4-06-535171-0 | 16 octobre 2024 | 978-2-8116-9399-2 |
| Liste des chapitres : - Chapitre 15 : 本性 (Honshō) - Chapitre 16 : ゴミカス (Gomikasu) - Chapitre 17 : FAKE - Chapitre 18 : バイバイエゴイスト (Baibai Egoisuto) - Chapitre 19 : 逆襲の死神 (Gyakushū no Shinigami) |                   |                   |                 |                   |
| 5 | 17 juillet 2024   | 978-4-06-536163-4 | 2 avril 2025    | 979-1-04-330015-8 |
| Liste des chapitres : - Chapitre 20 : 無知 (Muchi) - Chapitre 21 : 弱点克服 (Jakuten Kokufuku) - Chapitre 22 : あい (Ai) - Chapitre 23 : FINAL - Chapitre 24 : 自覚 (Jikaku) |                   |                   |                 |                   |
| 6 | 15 novembre 2024  | 978-4-06-537432-0 | 8 octobre 2025  | 979-1-04-330311-1 |
| Liste des chapitres : - Chapitre 25 : 利害関係 前編 (Rigai Kankei Zenpen) - Chapitre 26 : SPEED&DANCE - Chapitre 27 : FAKE&REAL - Chapitre 28 : バイバイ (Baibai) |                   |                   |                 |                   |
| 7 | 16 mai 2025       | 978-4-06-539351-2 |                 |                   |
| Liste des chapitres : - Chapitre 29 : Realize - Chapitre 30 : FINAL ATTACK - Chapitre 31 : 幻 (Maboroshi) - Chapitre 32 : いつか死ぬ君へ (Itsuka Shinu-kun e) |                   |                   |                 |                   |
| 8 | 12 août 2025      | 978-4-06-540366-2 |                 |                   |
| Liste des chapitres : - Chapitre 33 : 羽ばたき (Habataki) - Chapitre 34 : 夢から醒めない (Yume kara Samenai) - Chapitre 35 : ETERNAL SUNSET - Chapitre 36 : まだ (Mada) |                   |                   |                 |                   |

## Anime

### Série télévisée
En août 2021, une adaptation en série télévisée animée est annoncée. La série est animée par le studio 8-Bit et réalisée par Tetsuaki Watanabe, avec Shunsuke Ishikawa comme coréalisateur, avec Taku Kishimoto en tant que scénariste, Masaru Shindō s'occupant des character designs tandis que la bande originale de la série est composée par Jun Murayama. La série est diffusée au Japon du 9 octobre 2022 au 26 mars 2023 sur TV Asahi et ses chaines affiliées dans la case horaire NUMAnimation,, la série est répartie en deux cours consécutifs.
Crunchyroll possède les droits de diffusion en simulcast de la série dans les pays francophones,. Depuis le 29 octobre 2022, une version française est également diffusée par la plateforme,, celle-ci est dirigée par Jérémy Zylberberg, par des dialogues adaptés de Franck Barcelo.
Le 25 mars 2023, la production d'une deuxième saison est annoncée après la diffusion du dernier épisode de la première saison,. Elle est diffusée du 5 octobre 2024 au 28 décembre 2024.

#### Liste des épisodes

##### Saison 1
Le groupe Unison Square Garden (en) interprète le premier opening de la série intitulé Chaos ga Kiwamaru (カオスが極まる, Chaos Reigns), tandis que Shugo Nakamura (en) interprète son premier ending intitulé Winner. Le second opening de la série intitulé Judgement est interprèté par le groupe Ash Da Hero, tandis que son second ending intitulé 
Numbness like a ginger  est interprété par le groupe Unison Square Garden.
| No | Titre français                      | Titre japonais   | Titre japonais     | Date de 1re diffusion |
| No | Titre français                      | Kanji            | Rōmaji             | Date de 1re diffusion |
| --- | ----------------------------------- | ---------------- | ------------------ | --------------------- |
| 1 | Mon rêve                            | 夢               | Yume               | 9 octobre 2022        |
| [Chapitres 1-2] - Isagi Yoichi reçoit une lettre de la JFU afin de participer à un programme d'entraînement nommé blue lock. |                                     |                  |                    |                       |
| 2 | Le Monstre                          | かいぶつ         | Kaibutsu           | 16 octobre 2022       |
| [Chapitres 1-2-3-4-5] - La JFU déçue de la prestation du japon à la coupe du monde 2018 décide de faire appel à Jinpachi Ego un entraineur de génie. Un génie un peu particulier qui, pour gagner la prochaine coupe, veut créer le meilleur attaquant du monde. C'est ainsi que les 300 attaquants les plus prometteurs du japon (U-18) ont été convié au Blue Lock. L'introduction du meilleur milieu de terrain du Japon Itoshi Sae est très intrigué par ce projet. Tous les attaquants auraient un monstre ? |                                     |                  |                    |                       |
| 3 | Réinventer le foot de zéro          | サッカーの0      | Sakkā no zero      | 23 octobre 2022       |
| [Chapitres 5-6-7-8] - L'équipe Z affronte l'équipe X. Composées de 11 attaquants chacune les deux équipes sont désorganisé seulement un homme Baro Shouei prend les rênes du match et devient le Roi du terrain. À la suite de ce match l'équipe Z comprend qu'ils n'ont plus le droit à l'erreur. Jinpachi Ego parle d'une arme qui serait l'atout majeur de chaque attaquant et qu'il faut le développer. Trouveront-ils leurs armes ?                                                                          |                                     |                  |                    |                       |
| 4 | Pressentiment et intuition          | 予感と直感       | Yokan to chokkan   | 30 octobre 2022       |
| [Chapitres 9-10-11-12] - L'équipe Z et l'équipe Y s'affrontent pour tenter de décrocher la victoire et assurer leur qualification. Alors qu'Isagi semble avoir trouvé un moyen de bloquer les contres de Niko, ce dernier semble avoir déjà tout prévu pour planter le clou et en finir avec ce match. |                                     |                  |                    |                       |
| 5 | Le moment ou jamais pour changer    | 生まれ変わるのは | Umarekawaru no wa  | 6 novembre 2022       |
| [Chapitres 12-13-14-15] - L'équipe Y ouvre le score grâce au stratège de l'équipe, Niko. Isagi trouve ainsi un rival de taille , leur duel s'intensifie. Isagi finira-t-il par battre Niko grâce à sa compétence nouvellement acquise de l'odeur du but ? |                                     |                  |                    |                       |
| 6 | Désolé                              | ごめん           | Gomen              | 13 novembre 2022      |
| [Chapitres 16-17-18] - Le 3e match pour l'équipe Z commence avec Isagi devenu l'élément central de l'équipe, ils font face aux frères Wanima duo très offensif. Mené par un Kuon ambitieux, les Z entament très bien le match mais malgré tout Isagi se met à avoir des doutes. Que va-t-il se passer ? |                                     |                  |                    |                       |
| 7 | La passion ardente                  | 滾り             | Tagiri             | 20 novembre 2022      |
| [Chapitres 19-20-21-22] - À la suite de la trahison de Kuon l'équipe W reprend l'avantage. Forcés de jouer à 10 contre 12, l'équipe Z tente tant bien que mal d'assurer leur survie au Blue Lock. Mais quel est le véritable secret de Chigiri et quel est son lien avec les frères Wanima ? |                                     |                  |                    |                       |
| 8 | La formule pour marquer             | 成功の方程式     | Gōru no hōteishiki | 27 novembre 2022      |
| [Chapitres 23-24-25-26] - Avec ce match nul les Z peuvent survivre au Blue Lock. Cependant pour pouvoir assurer leur qualification ils doivent battre l'équipe la plus forte du 5e bâtiment l'équipe V qui compte notamment les plus forts joueurs du bâtiment. Isagi cherche impérativement des réponses pour trouver une formule efficace à marquer des buts. Les Z se préparent pour leur dernier match, le plus important qu'ils ont à jouer dans la 1re sélection.                                           |                                     |                  |                    |                       |
| 9 | L'éveil                             | 覚醒             | Kakusei            | 3 décembre 2022       |
| [Chapitres 27-28-29-30-31] - L'Équipe V démontre sa domination et sa force dès le début de match. L'Équipe Z doit impérativement réagir face à cette équipe faite de talentueux joueurs. |                                     |                  |                    |                       |
| 10 | C'est pour le mieux                 | このままで       | Kono mama de       | 11 décembre 2022      |
| [Chapitres 32-33-34-35] - 3 à 3, le match s'intensifie l'éveil d'un côté entraine un éveil de l'autre côté. Les 2 équipes sont au coude à coude durant un match très serré. Quelle équipe finira par sortir vainqueur d'un match aussi divertissant et intense ? |                                     |                  |                    |                       |
| 11 | La dernière pièce du puzzle         | 最後の欠片       | Saigo no kakera    | 18 décembre 2022      |
| [Chapitres 36-37-38-39-40]- Le match entame le temps additionnel, les 2 équipes sont à égalité tous les joueurs veulent marquer le but de la victoire. La 1re sélection est sur le point se terminer... |                                     |                  |                    |                       |
| 12 | La deuxième sélection               | 二次選考         | Ni-ji senkō        | 25 décembre 2022      |
| [Chapitres 41-42-43-44] - L'Équipe Z se qualifie pour la deuxième sélection. L'équipe doit se séparer alors que la 1re sélection servait à trouver son arme et l'exploiter faire passer de 0 à 1, la 2e sélection est de transformer le 1 en 100. Via un test d'entrée, Isagi commence la 2e sélection bien motivé pour s'imposer au Blue Lock. |                                     |                  |                    |                       |
| 13 | Top 3                               | Top 3            | Top 3              | 8 janvier 2023        |
| [Chapitres 45-46-47-48-49] |                                     |                  |                    |                       |
| 14 | Les génies et les mecs lambda       | 天才と凡才       | Tensai to bonsai   | 15 janvier 2023       |
| [Chapitres 49-50-51-52] |                                     |                  |                    |                       |
| 15 | Le dévoreur                         | 喰               | Kueru              | 22 janvier 2023       |
| [Chapitres 52-53-54-55-56] |                                     |                  |                    |                       |
| 16 | La combinaison à trois              | 三者融合         | Torai・Sesshon     | 29 janvier 2023       |
| [Chapitres 56-57-58-59] |                                     |                  |                    |                       |
| 17 | Le nullos                           | ヘタクソ         | Hetakuso           | 5 février 2023        |
| [Chapitres 60-61-62-63] |                                     |                  |                    |                       |
| 18 | Le protagoniste de la scène         | 主役の座         | Shuyaku no sutēji  | 12 février 2023       |
| [Chapitres 64-65-66-67] |                                     |                  |                    |                       |
| 19 | Dancing boy                         |                  |                    | 19 février 2023       |
| [Chapitres 68-69-70-71] |                                     |                  |                    |                       |
| 20 | Le super jeu combiné                | 超連動           | Chō rendō          | 26 février 2023       |
| [Chapitres 72-73-74-75-76] |                                     |                  |                    |                       |
| 21 | Je ne fais pas partie de leur monde | 俺がいない       | Ore ga Inai        | 5 mars 2023           |
| [Chapitres 77-78-79-80] |                                     |                  |                    |                       |
| 22 | La voix du cœur                     | 声               | Koe                | 12 mars 2023          |
| [Chapitres 81-82-83-84] |                                     |                  |                    |                       |
| 23 | Luck                                |                  |                    | 19 mars 2023          |
| [Chapitres 85-86-87-88-90] |                                     |                  |                    |                       |
| 24 | L'heure est venue                   | 時は来たり       | Toki wa kitari     | 25 mars 2023          |
| [Chapitres 91-92-93-94] |                                     |                  |                    |                       |

##### Saison 2
Le groupe Unison Square Garden (en) interprète le troisième opening de la série intitulé Bōjaku no Charisma (傍若のカリスマ, Bōjaku no karisuma), tandis que Snow Man (en) interprète son troisième ending intitulé One. 
| No                                  | Titre français                  | Titre japonais | Titre japonais      | Date de 1re diffusion |
| No                                  | Titre français                  | Kanji          | Rōmaji              | Date de 1re diffusion |
| ----------------------------------- | ------------------------------- | -------------- | ------------------- | --------------------- |
| 1 (25)                              | La détection                    | 適性試験       | Toraiauto           | 5 octobre 2024        |
| [Chapitres 95-96-97]                |                                 |                |                     |                       |
| 2 (26)                              | L'assassin et le ninja          | 殺し屋と忍者   | Koroshi-ya to ninja | 12 octobre 2024       |
| [Chapitres 97-98-99-100]            |                                 |                |                     |                       |
| 3 (27)                              | Ta vision des choses            | 感じる世界     | Kanjiru sekai       | 19 octobre 2024       |
| [Chapitres 101-102-103-104]         |                                 |                |                     |                       |
| 4 (28)                              | Le caméléon                     | カメレオン     | Kamereon            | 26 octobre 2024       |
| [Chapitres 104-105-106-107]         |                                 |                |                     |                       |
| 5 (29)                              | Le Flow                         | FLOW           | FLOW                | 2 novembre 2024       |
| [Chapitres 107-108-109-110-111]     |                                 |                |                     |                       |
| 6 (30)                              | La grande scène                 | 大舞台         | Ōbutai              | 9 novembre 2024       |
| [Chapitres 111-112-113]             |                                 |                |                     |                       |
| 7 (31)                              | Sae Itoshi                      | 糸師 冴        | Itoshi Sae          | 16 novembre 2024      |
| [Chapitres 114-115-116-117]         |                                 |                |                     |                       |
| 8 (32)                              | Les gènes bleus                 | 青の遺伝子     | Ao no idenshi       | 23 novembre 2024      |
| [Chapitres 118-119-120-121]         |                                 |                |                     |                       |
| 9 (33)                              | La nuit enneigée                | ナイトスノウ   | Naito sunō          | 30 novembre 2024      |
| [Chapitres 122-123-124-125-126]     |                                 |                |                     |                       |
| 10 (34)                             | Une entrée en jeu spectaculaire | 交代劇         | Kōtai geki          | 7 décembre 2024       |
| [Chapitres 126-127-128-129]         |                                 |                |                     |                       |
| 11 (35)                             | Ce que tu nous a appris         | 教えた感情     | Oshieta koto        | 14 décembre 2024      |
| [Chapitres 130-131-132-133]         |                                 |                |                     |                       |
| 12 (36)                             | La fleur                        | 花             | Hana                | 21 décembre 2024      |
| [Chapitres 134-135-136-137-138]     |                                 |                |                     |                       |
| 13 (37)                             | Je ne suis pas seul             | ひとりじゃない | Hitori janai        | 28 décembre 2024      |
| [Chapitres 139-140-141-142-143]     |                                 |                |                     |                       |
| 14 (38)                             | L'action décisive               | 終撃           | Owari geki          | 28 décembre 2024      |
| [Chapitres 144-145-146-147-148-149] |                                 |                |                     |                       |

### Film
Un film d'animation adaptant le manga spin-off Blue Lock: Episode Nagi, est sorti le 19 avril 2024 au Japon.
Crunchyroll a annoncé que le film sortirait dans les cinémas du monde entier à partir du 28 juin 2024, avec une sortie en France le 31 juillet 2024.

## Réception
La série a été recommandée par le mangaka Hajime Isayama, auteur de L'Attaque des Titans, pour lequel Yusuke Nomura a précédemment travaillé comme assistant. Blue Lock fait partie du top 3 des séries de mangas sportifs du « Nationwide Bookstore Employees' Recommended Comics of 2020 » par le Honya Club. Il a remporté le 45e Prix du manga Kōdansha dans la catégorie shōnen en 2021.
Le manga se classe à la première position du classement Oricon lors de la première moitié de l'année 2023, avec plus de 8 millions d'exemplaires vendus.

## Référence au manga lors de la Coupe du monde de football 2022
Au cours de la Coupe du monde de football 2022, l'équipe japonaise parvient à se qualifier et réalise plusieurs performances remarquées, notamment sa victoire face à l'Allemagne 2 à 1, qui lui permettent de prendre la tête de son groupe de poules. Les bons résultats de l'équipe, match après match, amènent des utilisateurs des réseaux sociaux à faire le parallèle avec le « projet Blue Lock » évoqué dans le manga, qui est repris par les médias,.